# Apocephalus laceyi
Apocephalus laceyi är en tvåvingeart som beskrevs av Ronald Henry Lambert Disney 1981. Apocephalus laceyi ingår i släktet Apocephalus och familjen puckelflugor. Inga underarter finns listade i Catalogue of Life.